# Arnd Stuke
Arnd Stuke, talvolta scritto anche Arnoldus, Arnold o Arnd Stüke (1365 circa – prima del 1398) è stato un corsaro tedesco, attivo nel XIV secolo nel Mar Baltico.
Assieme a Nikolaus Milies, era il più importante tra i capitani della prima generazione della compagnia di navigatori e corsari, noti come Vitalienbrüder.

## Vita
Arnd Stuke era originario del ducato di Meclemburgo-Schwerin. Apparteneva ad una famiglia della piccola nobiltà locale, proprietaria del castello di Kützin, nei pressi di Wittenburg, ma dacché Kützin nel 1349 era stato raso al suolo nel corso di una spedizione punitiva della città anseatica di Lubecca contro cavalieri riottosi, la famiglia di Stuke era finita in rovina, sicché lui, assieme ad altri uomini in simili condizioni, prese la via del mare e divenne un avventuriero, sperando di riconquistare le ricchezze perdute compiendo scorrerie e altre attività illecite. In questo modo si formò il nucleo originario dei Vitalienbrüder, che Stuke, con la "prima generazione" di capitani, guidò nei primi anni, all'incirca fino al 1395. Il più famoso Klaus Störtebeker apparteneva invece alla "seconda generazione".
La prima notizia ufficiale sull'attività di Stuke risale al 1380, quando viene descritto come comandante di pirati sulle coste della Livonia e in una lettera del 1392, spedita a Roma dal Gran Maestro dell'Ordine teutonico, Stuke viene chiamato capitano dei "fratres victualium". Questi ultimi, cioè i Vitalienbrüder, si erano conquistati un nome nel corso della guerra tra Alberto di Meclemburgo e Margherita di Danimarca per il trono di Svezia. Essi parteggiavano per il primo, contrabbandando approvvigionamenti per le città assediate dai danesi e saccheggiando navi e insediamenti danesi. Nel 1392 Stuke ed il suo collega Nikolaus Milies organizzarono il sequestro del vescovo Tord Gunnarsson di Strängnäs, il quale era diretto a Vordingbord per dei negoziati di pace.
Con la fine del conflitto nel Baltico, i Vitalienbrüder persero la protezione dei regni alleati di Alberto, ma non si mostrarono propensi a rinunciare alle fortezze conquistate e alla lucrosa attività di saccheggio. Così, nel 1398, una spedizione organizzata dall'Ordine teutonico li cacciò dalla loro base operativa principale, la città di Visby, su Gotland, con la forza. Sembra che in quella data Stuke già non fosse più in vita, ma non si conoscono le cause e circostanze della sua fine.